# Snarky Puppy
Snarky Puppy ist ein US-amerikanisches Musiker-Kollektiv im Genre Fusion/Jazzrock. Die Gruppe besteht seit 2004.

## Geschichte
Im Jahr 2004 gründete Michael League „Snarky Puppy“ gemeinsam mit befreundeten Musikern aus dem Umfeld der University of North Texas in Denton, Texas. Die Gruppe hat etwa 25 Mitglieder, die in wechselnden Besetzungen weltweit auftreten. Der Bandname bedeutet eigentlich «bissiges Hündchen», frei übersetzt kursiert auch «sarkastischer Welpe». Geleitet wird die Truppe von dem Bassisten, Komponisten und Produzenten Michael League.
Die Gruppe spielt „unverkrampft“ die Stile von Funk bis Samba und Electronics bis Urban-Jazz. Im Kern repräsentiert sie eine Konvergenz von afroamerikanischer und euroamerikanischer Musikkultur mit verschiedenen Akzenten aus der ganzen Welt.
Michael League dazu: „Als wir anfingen, war das gar nicht so ernst gemeint: Zuerst war es bloß eine Band von Freunden und mir, wo wir Noten von Stücken, die ich zu der Zeit schrieb, lasen oder die Musik spielten. Bald nahmen wir eine kleine Platte auf und buchten auf eigene Faust eine kleine Tour nach Washington DC. Ich glaube, die ersten sieben Jahre kamen wir kaum voran, es war wirklich zäh, Stück für Stück wurde es dann besser, im Sinne von größer.“
Mit den Alben Tell Your Friends und groundUp erspielte sich Snarky Puppy eine größere Fan-Gemeinschaft. Doch mit dem Album We Like It Here – aufgenommen vor Studiopublikum in Utrecht – erlangte die Gruppe durch die Verbreitung des Konzertmitschnitts auf YouTube weltweit Aufmerksamkeit. In diesem Konzert (auch auf DVD veröffentlicht) wurde das Publikum mit Kopfhörern ausgestattet und beschallt.
Live-Auftritte wurden häufig mitgeschnitten, unmittelbar nach dem Konzert abgemischt und standen wenige Stunden nach Konzertende bereits als Download im Online-Store zur Verfügung.

## Auszeichnungen
In den Jahren 2015 bis 2017 wurde Snarky Puppy im Readers Poll von Down Beat jeweils zur besten Jazzband gewählt.
Die Band wurde bis 2023 mit fünf Grammy Awards ausgezeichnet:
- 56th Annual Grammy Awards 2014: Grammy in der Kategorie „Best R&B Performance“ für den Song „Something“ mit der Sängerin Lalah Hathaway.[6]
- 58th Annual Grammy Awards 2016: Grammy in der Kategorie „Best Contemporary Instrumental Album“ für „Sylva“ zusammen mit dem Metropole Orkest aus den Niederlanden[7] – ein Werk mit dem Überthema „Wald“ (stilistisch angesiedelt zwischen Jazzrock, James-Bond-Soundtrack und Portishead)
- 59th Annual Grammy Awards 2017: Grammy in der Kategorie „Best Contemporary Instrumental Album“ für „Culcha Vulcha“.
- 63th Annual Grammy Awards 2021: Grammy in der Kategorie „Best Contemporary Instrumental Album“ für „Live At The Royal Albert Hall“.
- 65th Annual Grammy Awards 2023: Grammy in der Kategorie „Best Contemporary Instrumental Album“ für „Empire Central“.

## Diskografie

### Alben
- The Only Constant. 2006.
- The World Is Getting Smaller. 2007.
- Bring Us the Bright. 2008.
- Tell Your Friends. 2010.
- groundUP. 2012.
- Amkeni. mit Bukuru Celestin, 2013.
- Family Dinner – Volume 1. 2013.
- We Like It Here. 2014.
- Sylva. mit Metropole Orkest, 2015.
- Family Dinner – Volume 2. 2015.
- Culcha Vulcha. 2016.[3]
- Immigrance. 2019.
- Live at the Royal Albert Hall. 2020.
- Empire Central. 2022.
- Sylva Remixed & Remastered. mit Metropole Orkest, 2024.

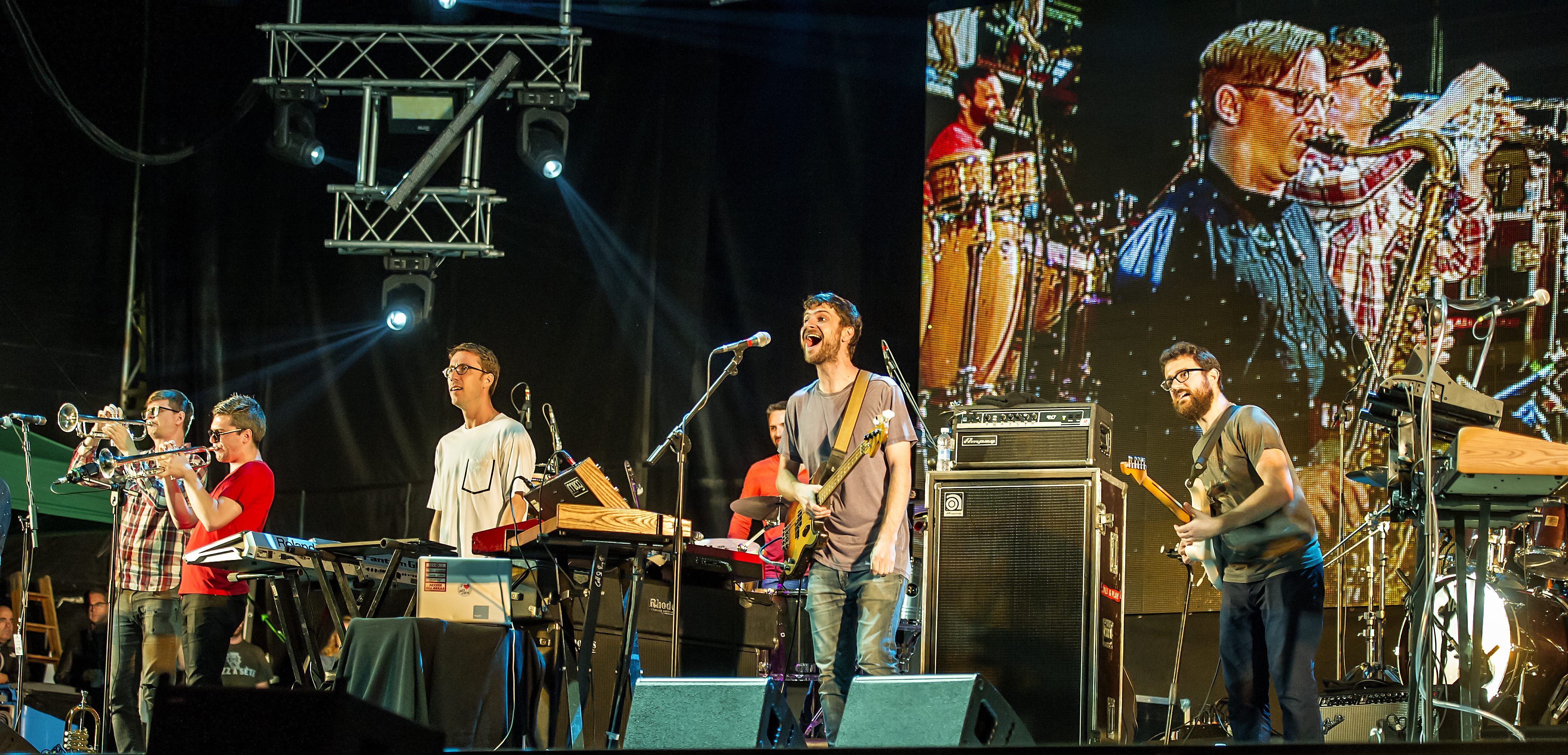
Snarky Puppy (in der Besetzung Michael League (Bass), Larnell Lewis (Drums), Marcelo Woloski (Perkussion), Bob Lanzetti (Gitarre), Bill Laurance (Keyboards), Shaun Martin (Keyboards, Talkbox), Justin Stanton (Trompete, Keyboards), Mike Maher (Trompete, Flügelhorn), Chris Bullock (Sax, Flöte) 2016)

## Mitglieder (Auswahl)
- Larnell Lewis – Schlagzeug
- Robert „Sput“ Searight – Schlagzeug
- Jason „JT“ Thomas – Schlagzeug
- Nate Werth – Perkussion
- Marcelo Woloski – Perkussion
- Keita Ogawa – Perkussion
- Varian Gatewood – Keyboards
- Solmund „Playboy“ Oland – Keyboards
- Bobby Sparks
- Shaun Martin (gestorben 2024)[9] – Keyboards
- Cory Henry – Keyboards
- Bill Laurance – Keyboards
- Chris McQueen – Gitarre
- Bob Lanzetti – Gitarre
- Mark Lettieri – Gitarre
- Michael League – E-Bass
- Justin Stanton – Trompete & Keyboards
- Mike „Maz“ Maher – Trompete
- Jay Jennings – Trompete
- Chris Bullock – Saxophon
- Bob Reynolds – Saxophon